# Chien de la casse
Chien de la casse je francouzský hraný film z roku 2023, který režíroval Jean-Baptiste Durand podle vlastního scénáře. Snímek měl světovou premiéru na filmovém festivalu v Angers dne 27. ledna 2023.

## Děj
V malé vesnici na jihu Francie žijí dva přátelé Dog a Miralès. Jejich vztah naruší příchod Elsy, mladé ženy, do které se Dog zamiluje. Mirales na něj začne žárlit.

## Obsazení
| Anthony Bajon     | Damien řečený Dog                 |
| Raphaël Quenard   | Antoine Miralès                   |
| Galatéa Bellugi   | Elsa                              |
| Dominique Reymond | Christiane Miralès, matka Antoina |
| Bernard Blancan   | Bernard                           |
| Nathan Le Graciet | Paco                              |
| Mélanie Martinez  | Charlotte                         |
| Mike Reilles      | Dimitri                           |
| Mathieu Amilien   | Enzo                              |
| Evelina Pitti     | paní Dufour                       |
| Kader Bouallaga   | Ali                               |
| Marysole Fertard  | Sonia                             |

## Ocenění
- Filmový festival v Angers: Cena publika
- Filmový festival v La Ciotat: Lumière d’or, nejlepší herec (Raphaël Quenard, Anthony Bajon)
- Filmový festival v Cabourgu: zlatá labuť pro nejlepší filmový debut a nejslibnějšího herce (Raphaël Quenard)
- Cena Pierra Chevaliera pro režiséra Jean-Baptiste Duranda a producentku Anaïs Bertrand
- César: nejlepší filmový debut (Jean-Baptiste Durand), nejslibnější herec (Raphaël Quenard); nominace v kategoriích nejlepší film, nejlepší herečka ve vedlejší roli (Galatéa Bellugi), nejlepší herec ve vedlejší roli (Anthony Bajon), nejlepší původní scénář (Jean-Baptiste Durand), nejlepší filmová hudba (Delphine Malausséna), César des lycéens